# ペリグー
ペリグー(Périgueux)はフランス南部、ヌーヴェル＝アキテーヌ地域圏の都市である。ドルドーニュ県の県庁所在地。
カトリック教会の司教座が置かれる古市である。

## 見所

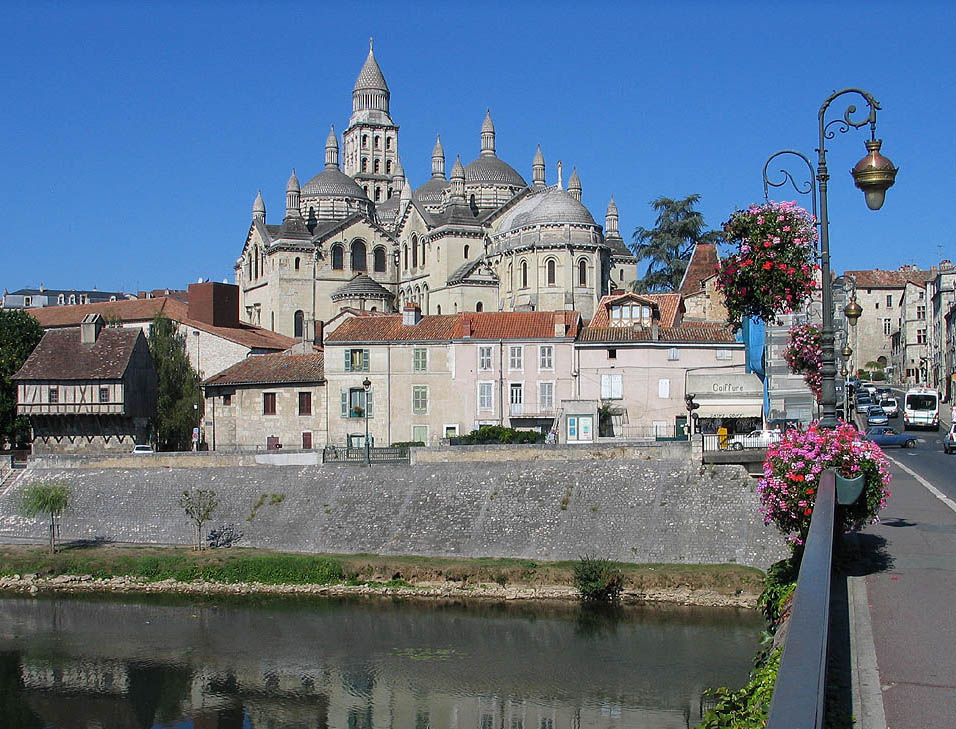
サン＝フロン大聖堂

ペリグーには3世紀に建立された古代ローマ時代の城壁、円形劇場、神殿跡などの遺跡が残る。
また、十字形のプランに5つの丸屋根を備える12世紀に建造されたサン＝フロン大聖堂と、聖エティエンヌ教会は、ともに、アキテーヌ地方に特徴的な丸屋根を備えた教会建築様式の典型例として知られる。前者は、世界遺産「フランスのサンティアゴ・デ・コンポステーラの巡礼路」の一部として登録されている(ID868-001)。

## 人口統計
| 1962年 | 1968年 | 1975年 | 1982年 | 1990年 | 1999年 | 2006年 | 2012年 |
| ------ | ------ | ------ | ------ | ------ | ------ | ------ | ------ |
| 38 529 | 37 450 | 35 120 | 32 916 | 30 280 | 30 193 | 29 558 | 29 906 |

source=1999年までLdh/EHESS/Cassini、2004年以降INSEE

## 姉妹都市
- アンベルク、ドイツ